# Championnat de France masculin de volley-ball 1984-1985
Navigation
Saison précédente Saison suivante
Le Championnat de France de volley-ball Nationale 1A 1984-1985 a opposé les huit meilleures équipes françaises de volley-ball.

## Listes des équipes en compétition
| \| Asnières Bordeaux Cannes Grenoble Montpellier Racing CF Stade Français Sète \| Localisation des clubs engagés dans le championnat. |
| Asnières Bordeaux Cannes Grenoble Montpellier Racing CF Stade Français Sète                                                           |

| Asnières Sports |
| JSA Bordeaux    |
| AS Cannes       |
| AS Grenoble     |
| Montpellier UC  |
| Racing CF       |
| Arago de Sète   |
| Stade Français  |

## Saison régulière

### Classement
| # | Équipe              |
| 1 | AS Grenoble         |
| 2 | Asnières Sports (C) |
| 3 | Montpellier UC      |
| 4 | AS Cannes (T)       |
| 5 | Stade Français      |
| 6 | Arago de Sète       |
| 7 | JSA Bordeaux (P)    |
| 8 | Racing CF (P)       |

|     | Qualification pour les tournois des As 1985 |
|     | Relégation en Nationale 1B                  |
| (T) | Tenant du titre 1984                        |
| (P) | Promu 1984                                  |
| (C) | Vainqueur de la Coupe de France             |

## Tournois des As

### Classement
| # | Équipe          |
| 1 | AS Grenoble     |
| 2 | Asnières Sports |
| 3 | Montpellier UC  |
| 4 | AS Cannes       |

## Bilan de la saison
| Qualifications européennes 1985-1986 |                                |
| Compétition                          | Qualifiés                      |
| Ligue des champions                  | AS Grenoble                    |
| Coupe des vainqueurs de Coupes       | AS Cannes                      |
| Coupe de la CEV                      | Asnières Sports Montpellier UC |

| Promotions et relégations |                         |
| Relégués en Nationale 1B  | JSA Bordeaux Racing CF  |
| Promus de Nationale 1B    | US Mulhouse AMSL Fréjus |